# Karl Rothenburg
Karl Rothenburg (8 de Junho de 1894 - 28 de Junho de 1941) foi um Major-general da Wehrmacht durante a Segunda Guerra Mundial. Foi comandante do 25º Regimento Panzer. Rothenburg foi morto no dia 28 de Junho de 1941, perto de Minsk, na Bielorrússia, e foi promovido a Major-general postumamente.

## Condecorações
- Cruz de Ferro (1914)
  - 2ª Classe
  - 1ª Classe
- Condecoração por ferimentos de guerra (1914)
- Cruz de Cavaleiro da Real Casa de Hohenzollern com Espadas (23 de Maio de 1918)
- Pour le Mérite (30 de Junho de 1918)
- Cruz de Honra
- Cruz de Ferro (1939)
  - 2ª Classe
  - 1ª Classe
- Crachá Panzer
- Cruz de Cavaleiro da Cruz de Ferro no dia 3 de Junho de 1940, como Coronel e comandante do 25º Regimento Panzer